# マテウス・レオナルド・サレス・カルドソ
マテウシーニョ（Matheusinho）ことマテウス・レオナルド・サレス・カルドソ（ポルトガル語: Matheus Leonardo Sales Cardoso、1998年2月11日 - ）は、ブラジルのサッカー選手。ポジションはMF。

## クラブ歴
2011年にアメリカ・ミネイロの下部組織に13歳で加入。2016年にトップチーム昇格。3月19日のカンピオナート・ミネイロでチアゴ・ルイスに代わって出場し選手初出場。他2試合にしか彼は出場しなかったがタイトルを獲得した。6月2日にカンピオナート・ブラジレイロ・セリエA初出場。エンデルソン・モレイラ監督になるとスターティングメンバーに抜擢され、9月30日に2021年まで契約を延長した。
2020年9月18日、ベイタル・エルサレムFCに5年契約で移籍した。翌年にFCアシュドッドに期限付き移籍した。

## タイトル
アメリカ・ミネイロ
- カンピオナート・ミネイロ: 2016
- カンピオナート・ブラジレイロ・セリエB: 2017